# W30 (Kernwaffe)

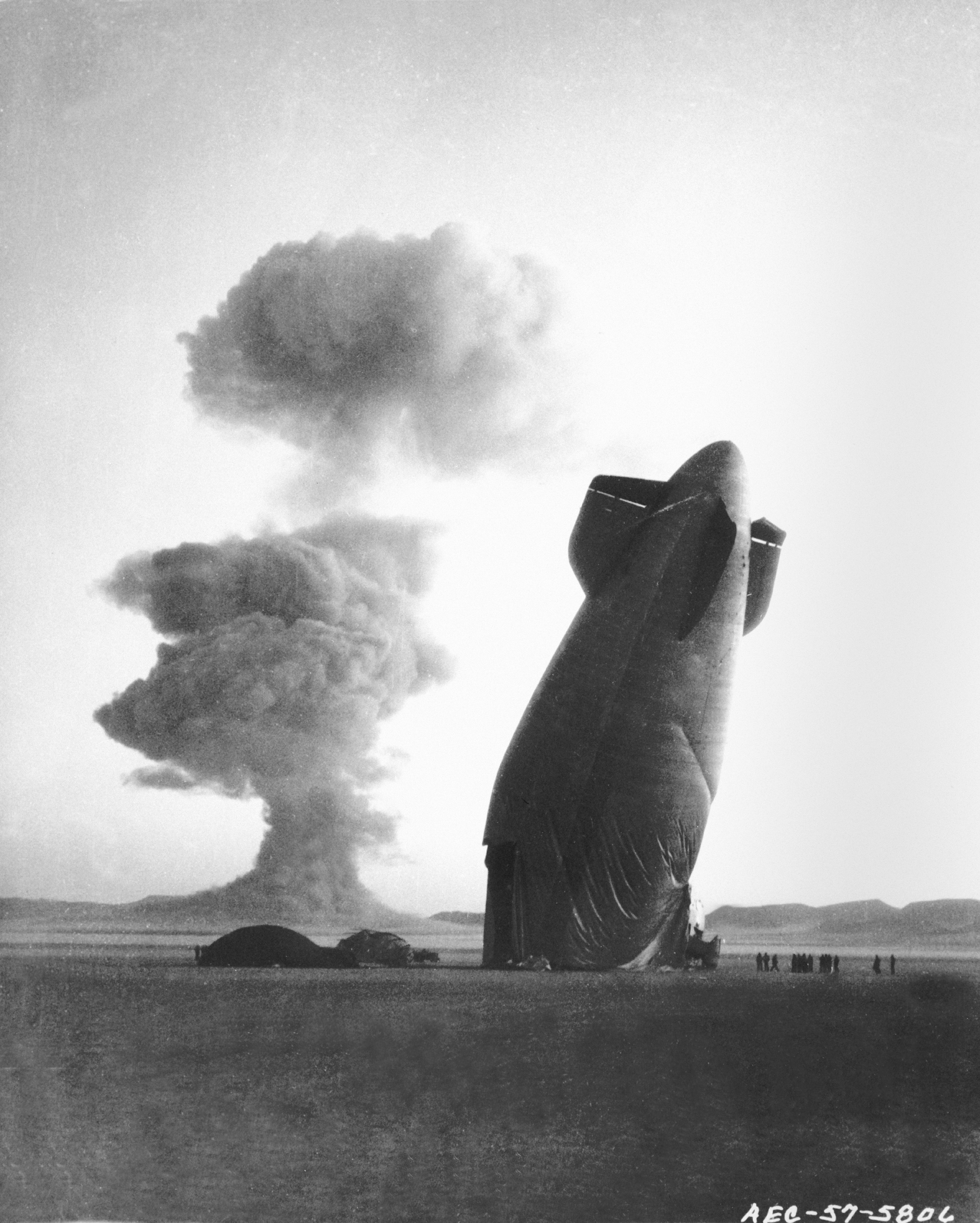
Im Rahmen der Operation Plumbbob, Test Stokes, wurde am 7. August 1957 ein W30-Gefechtskopf gezündet. Im Vordergrund ein ZPG-3-Luftschiff, das in acht Kilometer Entfernung dem Gefechtskopf ausgesetzt war.

Die W30 war ein amerikanischer nuklearer Gefechtskopf. Er wurde als Sprengkopf in Boden-Luft-Raketen (RIM-8 Talos) verwendet. Weiterhin kam er als sog. Tactical Atomic Demolition Munition (TADM) zum Einsatz.

## Entwicklung und Indienststellung
Die Talos-Varianten (Mod. 1, Mod. 2 und Mod. 3) wurden von 1959 bis 1965 produziert und waren bis 1979 im Einsatz. Von dieser Variante wurden etwa 300 Stück produziert. Die Sprengwirkung wird mit 4,7 bis 5 kT TNT angegeben.
Der TADM-Gefechtskopf wurde ab 1961 produziert und 1966 außer Dienst gestellt.
Von diesem Sprengkopf gab es zwei Untervarianten, die Mod. 4 Y1 einer Sprengwirkung von
0,3 kT TNT und der Mod. 4 Y2 mit einer Wirkung von 0,5 kT TNT. Insgesamt wurden von den Varianten Mod. 3 und Mod. 4 in der Summe 300 Einheiten gebaut.

### Aufbau
Zum genauen Aufbau des Gefechtskopfes gibt es keine zuverlässigen Quellen. Nach handelt es sich bei dem Gefechtskopf um einen Fissionssprengsatz in der sog. Boa-Anordnung. Nach diesen Angaben ist das Bauprinzip des W52-Gefechtskopfes (200 kT TNT) ebenfalls im sog. Boa-Prinzip.
Die Gefechtsköpfe W30 und W31 wurden über eine einfache, dreistellige Digitalkontrolle scharfgeschaltet. Andere amerikanische Kernwaffen verfügten bzw. verfügen über eine Vielzahl von Sensoren. So werden die Gefechtsköpfe erst kurz vor der Detonation scharf geschaltet, nachdem die vorbestimmte Flugbahn anhand von Druck, Temperatur und Geokoordinaten validiert wurde.

## Technische Daten
- Länge: 122 cm (48 in)
- Durchmesser: 56 cm (22 in)
- Masse: je nach Version 236 kg, 243 kg bzw. 265 kg (438 lb, 450 lb 490 lb)

Die nichtmetrischen Angaben beziehen sich auf die Daten des amerikanischen Militärs.